# Jüdischer Friedhof (Kirrweiler)

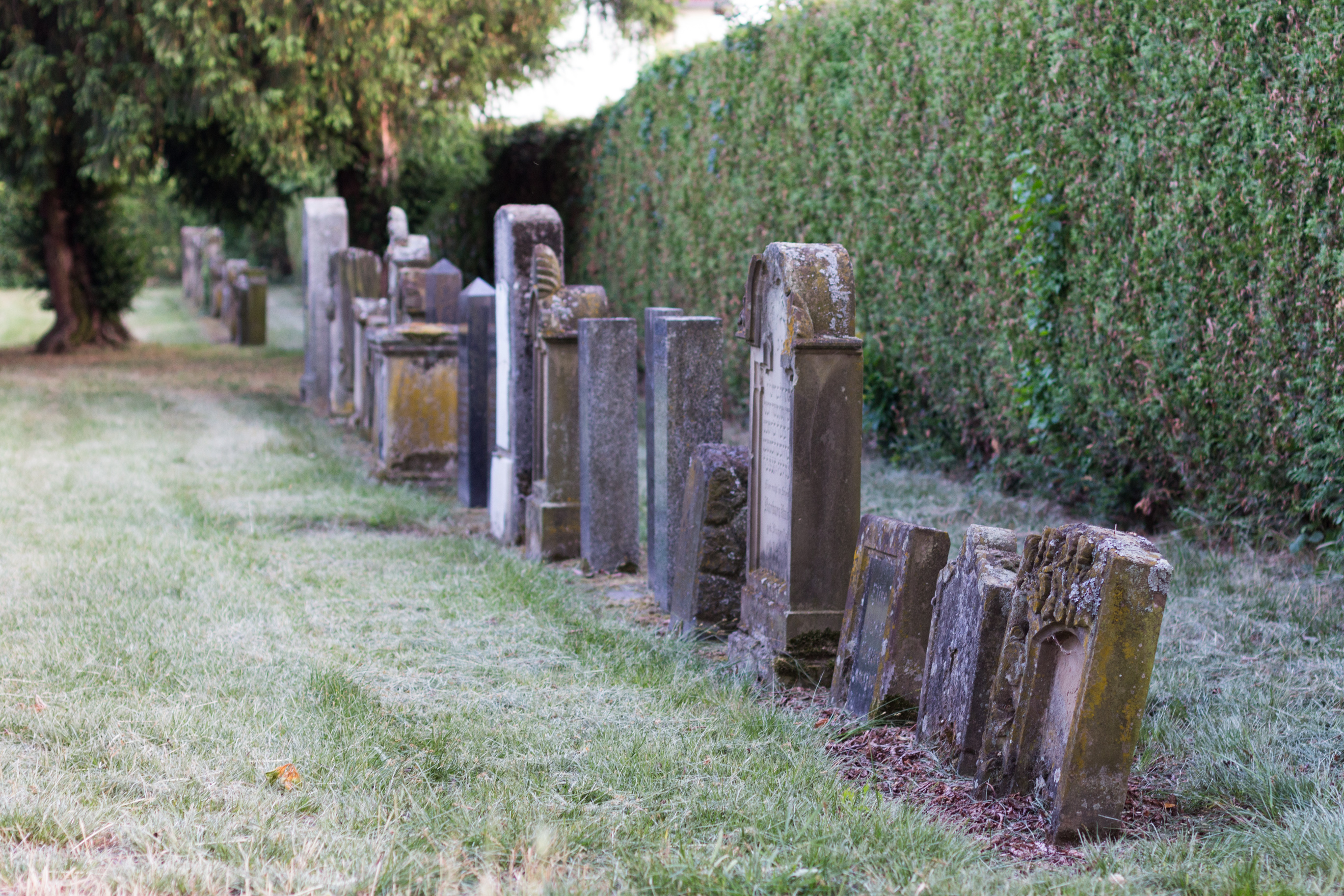
Blick auf den jüdischen Friedhof Kirrweiler (Pfalz), vom Eingang aus

Der jüdische Friedhof in der Ortsgemeinde Kirrweiler (Pfalz) im Landkreis Südliche Weinstraße in Rheinland-Pfalz ist ein geschütztes Kulturdenkmal.
Der jüdische Friedhof, der eine Fläche von 550 Quadratmetern hat, liegt etwa 200 Meter nördlich des Ortes am Neustadter Weg und ist über die Jahnstraße erreichbar. Auf ihm befinden sich 46 Grabsteine.

## Geschichte
Der Friedhof wurde von 1867 bis 1931 belegt. Er diente auch den Juden in Maikammer und Diedesfeld als Begräbnisplatz.
In der Zeit des Nationalsozialismus wurde er im Jahr 1943 zwangsweise verkauft. In den Kriegsjahren sollen die Grabsteine abgeräumt und erst nach 1945 auf dem Friedhof wieder aufgerichtet worden sein. Im Jahr 1980 wurde der Friedhof rückerstattet.